# Tenor Schmetterzeh
Tenor Schmetterzeh ist ein gut halbstündiges deutsches Stummfilmlustspiel aus dem Jahre 1917 von Heinrich Bolten-Baeckers mit Melita Petri, Leo Peukert und Herbert Paulmüller in den Hauptrollen.

## Handlung
Der junge Tenor Schmetterzeh ist ein ausgezeichneter Sänger und kann sich vor lauter Verehrerinnen kaum retten. Lange Zeit galt er als „noch zu haben“, aber seitdem er die fesche Handschuhverkäuferin Melitta kennen gelernt hat, ist es um ihn geschehen! Man heiratet und glaubt nun, dass die Verehrerinnen ihn nun in Ruhe lassen werden. Doch weit gefehlt. Die Damenwelt ist derart erbost, dass sie den „abtrünnigen“ Sangeskünstler kurzerhand kidnappen und gefangen halten. Doch der Tenor kann seinen Entführerinnen entkommen, wird aber aufgrund eines Irrtums von der Polizei verhaftet. Ausgerechnet im Arrest trifft er wieder mit Melitta zusammen, denn der ist exakt dasselbe passiert. 

## Produktionsnotizen
Der Film gehört zu einer Reihe von zumeist kurzen Lustspielen, die der Produzent Heinrich Bolten-Baeckers während des Ersten Weltkriegs mit seinen drei Hausstars Melita Petri, Leo Peukert und Herbert Paulmüller herstellte. Tenor Schmetterzeh passierte die Zensur im Oktober 1917 und wurde im darauffolgenden Monat an den Kammerlichtspielen Berlins aufgeführt. Der Zweiakter besaß eine Länge von 773 Meter.
Melita Petri wurde in der Filmwerbung häufig auch als Melitta Petri angekündigt. Sie hatte seit ihrer Übersiedlung von Stuttgart, wo sie zuvor am Residenztheater gespielt hatte, nach Berlin zu Beginn des Ersten Weltkriegs bis 1919 intensiv gefilmt.

## Kritiken
Die Tagespost „Graz“ meinte: Der Schwank „wird von Melitta Petri, Leo Peukert und Herbert Paulmüller prächtig gespielt“ und die Leitmeritzer Zeitung sekundierte, die drei “beliebten Schauspieler ergötzen uns durch ihren frischen Humor.”